# Atoms for Peace Award

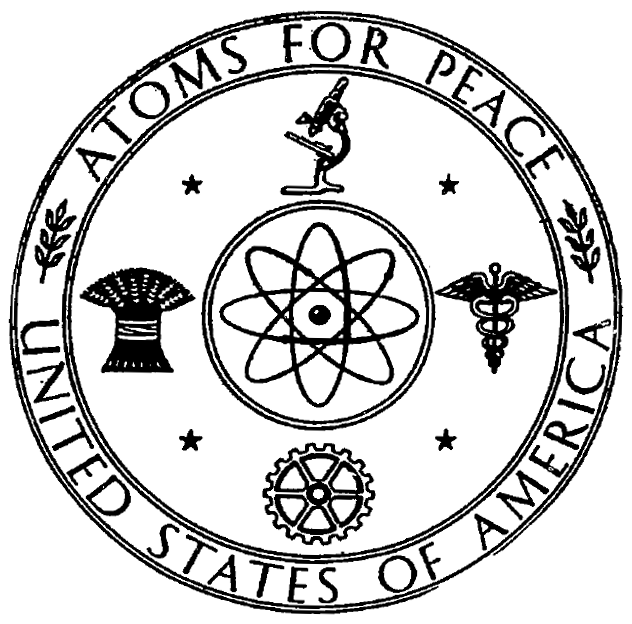
Atoms For Peace icone de 1955

L'Atoms for Peace Award (« Prix atomes pour la paix ») a été créé en 1955 par Ford par une donation d'un million de dollars, pour récompenser des contributions importantes pour l'utilisation à des fins pacifiques de l'énergie nucléaire à la suite du programme américain Atoms for Peace. Une association à but non lucratif a été créée pour administrer le prix.

## Lauréats
De 1957 à 1969, le prix a été décerné à 22 lauréats :
- 1957 : Niels Bohr
- 1958 : George C. de Hevesy
- 1959 : Leó Szilárd et Eugene Paul Wigner
- 1960 : Alvin M. Weinberg et Walter H. Zinn
- 1961 : Sir John Cockcroft
- 1963 : Edwin McMillan et Vladimir I. Veksler
- 1967 : Isidor Isaac Rabi, W. Bennett Lewis, et Bertrand Goldschmidt
- 1968 : Sigvard Eklund, Abdus Salam, et Henry DeWolf Smyth
- 1969 : Aage Niels Bohr, Ben R. Mottelson, Floyd L. Culler, Jr., Henry S. Kaplan, Anthony L. Turkevich, M.S. Ioffe, et Compton A. Rennie